# ピンク大賞
ピンク大賞（ピンクたいしょう）は、ピンク映画の賞イベントである。

## 概要
ピンク映画専門雑誌『ズームアップ』（廃刊・復活を繰り返し誌名は『ズームアップⅡ』→『NEW ZOOM-UP』→『PG』）が主催していた『ズームアップ映画祭』（1980年 - 1988年）が前身で、1989年に改題しスタートした。
前年度公開の全作品がノミネート対象となり、翌年授賞式を開催している。受賞者は、これを機にブレイクを果たす人や、現在も各界の第一線で活躍している人が多い。また近年はAV女優の進出も盛んである。
制作・配給会社の減少や時代・世論の変化などを考慮し、2019年をもって終了。既に制作され始めているストーリー性を増し視聴者層拡大を狙ったR15指定版など、「ネオピンク映画」ともいうべき新たな試みへと向かうための、発展的解消を意図している。
ピンク映画の制作・上映は続くものの後継のイベントについては未定としていたが、作家の切通理作が同様の理念を持つ賞イベントを立ち上げることを発表。2020年から2年間は切通が代表を務める「シネ☆マみれ」主催で「ピンク映画ベストテン」と題して開催された。切通は後継イベントであることを否定しているが便宜上当頁に記述する。

## 賞カテゴリー

### 作品部門
人気投票によって決定しているが、2011年度まではベスト10を発表、2012年度以降は最優秀賞・優秀賞のみを発表している。

### 個人部門

#### スタッフ
- 監督賞（新人）
- 脚本賞
- 技術賞

#### 出演者
- 女優賞（主演・助演・艶技・新人）
- 男優賞（主演・助演）

#### その他
- 特別賞
- 功労賞

## 受賞

### ズームアップ映画祭
映画祭は対象年の翌年（初回は前年以外も対象の模様）。
| 作品（1位）    | 作品（1位）               | 作品（1位）      | 作品（1位） |
| 回（対象年度） | タイトル（公開年）        | 配給             | 監督        |
| -------------- | ------------------------- | ---------------- | ----------- |
| 1（1979年）    | 少女縄化粧（1976年）      | 新東宝興業       | 渡辺護      |
| 2（1980年）    | 濡れた唇 しなやかに熱く   | ミリオンフィルム | 中村幻児    |
| 3（1981年）    | 襲られた女                | ミリオンフィルム | 高橋伴明    |
| 4（1982年）    | 視姦白日夢                | 新東宝映画       | 水谷俊之    |
| 5（1983年）    | 連続暴姦                  | 新東宝映画       | 滝田洋二郎  |
| 6（1984年）    | 真昼の切り裂き魔          | 国映             | 滝田洋二郎  |
| 7（1985年）    | 逆さ吊し縛り縄            | 国映             | 片岡修二    |
| 8（1986年）    | SMクレーン、宙吊り        | 新東宝映画       | 片岡修二    |
| 9（1987年）    | 痴漢バス バックもオーライ | 新東宝映画       | 石川均      |

| 個人           | 個人              | 個人                     | 個人       | 個人                  | 個人                           | 個人     | 個人            | 個人       | 個人                                      | 個人                                                                                           |
| 回（対象年度） | 監督賞            | 脚本賞                   | 女優賞     | 女優賞                | 女優賞                         | 男優賞   | 男優賞          | 新人監督賞 | 技術賞                                    | その他                                                                                         |
| 回（対象年度） | 監督賞            | 脚本賞                   | 主演       | 助演                  | NEWアイドル賞                  | 主演     | 助演            | 新人監督賞 | 技術賞                                    | その他                                                                                         |
| -------------- | ----------------- | ------------------------ | ---------- | --------------------- | ------------------------------ | -------- | --------------- | ---------- | ----------------------------------------- | ---------------------------------------------------------------------------------------------- |
| 1 （1979年）   | 高橋伴明          | 小水一男 才賀忍 高橋伴明 | 日野繭子   | 岡尚美 沢木ミミ       | 島明海 柚木彩花                | 下元史朗 | 野上正義        | 飯泉大     | 鈴木史郎                                  | 企画賞：若松プロ 功労賞：小田克也（評論家） 特別功労賞：九重京司 新人脚本賞：戸田博史・ 夢乃愛 |
| 2 （1980年）   | 中村幻児          | 西岡琢也                 | 朝霧友香   | 杉佳代子 豪田路世留   | 蘭童セル 高原リカ              | 下元史朗 | 大杉漣 国分二郎 | 磯村一路   | 長田勇市                                  | 功労賞：近藤兼太郎（照明） 企画賞：獅子プロ 新人脚本賞：大貫圭・ 古川栄一・ なかの六郎         |
| 3 （1981年）   | 高橋伴明          | 吉本昌弘                 | 朝霧友香   | 杉佳代子              | 忍海よしこ 山地美貴            | 下元史朗 | 今泉洋          | 福岡芳穂   | 長田勇市                                  |                                                                                                |
| 4 （1982年）   | 渡辺護            | 小水ガイラ               | 山地美貴   | たかとりあみ          | 美野真琴 風かおる              | 山路和弘 | 国分二郎        | 水谷俊之   | 『ハーレム・バレンタインデイ』 のスタッフ |                                                                                                |
| 5 （1983年）   | 滝田洋二郎        | 高木功                   | 麻生うさぎ | 美野真琴              | 真堂ありさ 織本かおる          | 大杉漣   | 螢雪次朗        | 米田彰     | 志賀葉一                                  | 特別賞：上板東映・ 幻児プロ                                                                    |
| 6 （1984年）   | 滝田洋二郎        | 片岡修二 夢野史郎        | 織本かおる | 竹村祐佳              | 青木祐子 伊藤清美              | 中根徹   | 池島ゆたか      | 渡辺元嗣   | 志賀葉一                                  |                                                                                                |
| 7 （1985年）   | 片岡修二          | 片岡修二                 | 田口あゆみ | 萩尾なおみ 早乙女宏美 | 秋本ちえみ 高原香都子          | 下元史朗 | 池島ゆたか      | 佐藤寿保   | 志賀葉一                                  | 特別賞；野上正義                                                                               |
| 8 （1986年）   | 渡辺元嗣 北沢幸雄 | 平柳益実                 | 橋本杏子   | 秋本ちえみ            | 岡田きよみ 小林あい            | 下元史朗 | 池島ゆたか      | 細山智明   | 佐々木原保志                              |                                                                                                |
| 9（1987年）    | 石川均            | 加藤正人                 | 岡田きよみ | 橋本杏子 伊藤清美     | 前原祐子 瀬川満里奈 姫宮めぐみ | 下元史朗 | 石部金吉        | 該当者なし | 富田伸二                                  |                                                                                                |

### ピンク大賞
表彰開催年は対象年の翌年。
| 作品（1位・最優秀賞） | 作品（1位・最優秀賞）                              | 作品（1位・最優秀賞） | 作品（1位・最優秀賞） | 作品（1位・最優秀賞） |
| 回（対象年度）        | タイトル（公開年）                                 | 配給                  | 監督                  |                       |
| --------------------- | -------------------------------------------------- | --------------------- | --------------------- | --------------------- |
| 1（1988年）           | 地下鉄連続レイプ 愛人狩り（1988年）                | 日活                  | 片岡修二              |                       |
| 2（1989年）           | 冴島奈緒 異常昴奮（1989年）                        | エクセス              | カサイ雅弘            |                       |
| 3（1990年）           | ぐしょ濡れ全身愛撫（1990年）                       | 新東宝                | 佐藤俊喜              |                       |
| 4（1991年）           | 悶絶OL 異常な前戯（1991年）                        | 国映                  | 渡邊元嗣              |                       |
| 5（1992年）           | 痴漢ONANIE 覗き（1992年）                          | 国映                  | 佐野和宏              |                       |
| 6（1993年）           | ペッティング・レズ 性感帯（1993年）                | 国映                  | サトウトシキ          |                       |
| 7（1994年）           | 連続ONANIE 乱れっぱなし（1994年）                  | 国映                  | 上野俊哉              |                       |
| 8（1995年）           | 悶絶本番 ぶちこむ（1995年）                        | 国映                  | サトウトシキ          |                       |
| 9（1996年）           | 不倫日記 濡れたままもう一度（1996年）              | 国映                  | サトウトシキ          |                       |
| 10（1997年）          | 思いはあなただけ I THOUGHT ABUOT YOU（1997年）     | ENK                   | 北沢幸雄              |                       |
| 11（1998年）          | 超いんらん 姉妹どんぶり（1998年）                  | 国映                  | 池島ゆたか            |                       |
| 12（1999年）          | OLの愛汁 ラブジュース（1999年）                    | 国映                  | 田尻裕司              |                       |
| 13（2000年）          | せつなく求めて OL編（2000年）                      | オーピー              | 荒木太郎              |                       |
| 14（2001年）          | 団地妻 隣りのあえぎ（2001年）                      | 国映/新東宝           | サトウトシキ          |                       |
| 15（2002年）          | 美女濡れ酒場（2002年)                              | オーピー              | 樫原辰郎              |                       |
| 16（2003年）          | 猥褻ネット集団 いかせて!!（2003年）                | 国映/新東宝           | 上野俊哉              |                       |
| 17（2004年）          | 熟女・発情 タマしゃぶり（2004年)                   | 国映/新東宝           | いまおかしんじ        |                       |
| 18（2005年）          | 援助交際物語 したがるオンナたち（2005年）          | 国映/新東宝           | いまおかしんじ        |                       |
| 19（2006年）          | 悩殺若女将 色っぽい腰つき（2006年）                | オーピー              | 竹洞哲也              |                       |
| 20（2007年）          | 痴漢電車 びんかん指先案内人（2007年）              | オーピー              | 加藤義一              |                       |
| 21（2008年）          | 超いんらん やればやるほどいい気持ち（2008年）      | 新東宝                | 池島ゆたか            |                       |
| 22（2009年）          | 壺姫ソープ ぬる肌で裏責め（2009年）                | オーピー              | 加藤義一              |                       |
| 23（2010年）          | 性愛婦人 淫夢にまみれて（2010年）                  | オーピー              | 池島ゆたか            |                       |
| 24（2011年）          | 色恋沙汰貞子の冒険 私の愛した性具たちよ…（2011年） | Xces                  | 山内大輔              |                       |
| 25（2012年）          | ホテトル嬢 悦楽とろけ乳（2012年）                  | オーピー              | 池島ゆたか            |                       |
| 26（2013年）          | 淫Dream まどろむ白衣（2013年）                     | オーピー              | 渡邊元嗣              |                       |
| 27（2014年）          | 欲望に狂った愛獣たち（2014年）                     | オーピー              | 山内大輔              |                       |
| 28（2015年）          | 痴漢電車 悶絶!裏夢いじり（2015年）                 | オーピー              | 山内大輔              |                       |
| 29（2016年）          | 汗ばむ美乳妻 夫に背いた昼下がり（2016年）          | オーピー              | 城定秀夫              |                       |
| 30（2017年）          | ひまわりDays 全身が性感帯（2017年）                | オーピー              | 山内大輔              |                       |
| 31（2018年）          | 世界で一番美しいメス豚ちゃん（2018年）             | オーピー              | 城定秀夫              |                       |

| 個人           | 個人                    | 個人                     | 個人              | 個人              | 個人                                      | 個人     | 個人                     | 個人                                               | 個人                             | 個人     | 個人                                      |
| 回（対象年度） | 監督賞                  | 監督賞                   | 脚本賞            | 技術賞            | 女優賞                                    | 女優賞   | 女優賞                   | 女優賞                                             | 男優賞                           | 男優賞   | 特別賞・功労賞                            |
| 回（対象年度） | 監督                    | 新人                     | 脚本賞            | 技術賞            | 主演                                      | 助演     | 艶技                     | 新人                                               | 主演                             | 助演     | 特別賞・功労賞                            |
| -------------- | ----------------------- | ------------------------ | ----------------- | ----------------- | ----------------------------------------- | -------- | ------------------------ | -------------------------------------------------- | -------------------------------- | -------- | ----------------------------------------- |
| 1 （1988年）   | 片岡修二                | 笠井雅裕 富岡忠文        | 片岡修二          | 下元哲            | 岸加奈子                                  | 橋本杏子 | 三沢亜也 南野千夏        | 藤沢まりの 山岸めぐみ                              | 下元史朗                         | 山本竜二 | -                                         |
| 2 （1989年）   | カサイ雅弘              | 瀬々敬久                 | 五代響子          | -                 | 石原ゆか 岸加奈子                         | -        | -                        | 中島小夜子                                         | 佐野和宏 中根徹                  | -        | -                                         |
| 3 （1990年）   | 佐野和宏                | 常本琢招                 | -                 | -                 | 伊藤清美 岸加奈子                         | -        | -                        | 水鳥川彩 山下麻衣 いとうしいな 高樹麗              | 山本竜二 南条千秋                | -        | -                                         |
| 4 （1991年）   | 佐野和宏                | 金田敬                   | 佐野和宏 細山智明 | 斉藤幸一          | 岸加奈子 橋本杏子 水鳥川彩                | -        | -                        | 浅井理恵 英悠奈 小泉あかね 冴木直                  | 小林節彦 山本竜二                | -        | -                                         |
| 5 （1992年）   | 佐野和宏                | 柴原光 下元史朗 中野貴雄 | 瀬々敬久          | 小西泰正          | 伊藤清美 芹沢里緒                         | -        | -                        | 浅野桃里 蒲田市子 摩子 杉原みさお                  | 杉浦峰夫 池島ゆたか              | -        | -                                         |
| 6 （1993年）   | サトウトシキ            | 安藤尋                   | 五代響子 瀬々敬久 | 小西泰正          | 林由美香 杉原みさお                       | -        | -                        | 石原ゆり 高木杏子 石原めぐみ ゐろはに京子 吉行由実 | 佐野和宏 清水大敬                | -        | 神戸軍団                                  |
| 7 （1994年）   | 上野俊哉 サトウトシキ   | 大木裕之                 | 瀬々敬久          | 中尾正人          | 伊藤清美 石原ゆり 杉原みさお 吉行由実     | -        | -                        | 青木こずえ 葉月螢 林田ちなみ                       | 伊藤猛 清水大敬                  | -        | -                                         |
| 8 （1995年）   | 瀬々敬久 渡邊元嗣       | 佐々木正則               | 五代暁子          | 小西泰正          | 葉月螢 吉行由実                           | -        | -                        | 貴奈子 桃井良子 泉由紀子                           | 川瀬陽太 荒木太郎                | -        | 国映                                      |
| 9 （1996年）   | 瀬々敬久                | 榎本敏郎 吉行由実        | 小林政広          | 斉藤幸一          | 葉月螢 吉行由実                           | -        | -                        | 悠木あずみ 沢口レナ 田中真琴 槇原めぐみ 水乃麻亜子 | 川瀬陽太 佐野和宏                | -        | 大蔵映画                                  |
| 10 （1997年）  | 吉行由実                | 女池充                   | 小林政広          | 小西泰正          | 槇原めぐみ 葉月螢                         | -        | -                        | 麻生みゅう 長曽我部蓉子 佐々木基子                 | 神戸顕一 杉本まこと              | -        | 伊東英男                                  |
| 11 （1998年）  | 池島ゆたか              | 鎌田義孝 瀧島弘義        | 五代暁子          | 小西泰正          | 長曽我部蓉子 西藤尚                       | -        | -                        | 水原かなえ 佐々木ユメカ 里見瑤子 山崎瞳            | 川瀬陽太 杉本まこと 本多菊雄     | -        | 亀有名画座                                |
| 12 （1999年）  | 田尻裕司                | 坂本礼                   | 武田浩介          | 山田勳生          | 里見瑤子 葉月螢                           | -        | -                        | さとう樹菜子 佐々木麻由子 諏訪光代                 | 佐藤幹雄 佐野和宏                | -        | 亀有名画座 ラストショー亀有名画座スタッフ |
| 13 （2000年）  | 国沢実                  | カジノ                   | 小林政広          | 清水正二          | 佐々木麻由子 時任歩                       | -        | -                        | 河村栞 横浜ゆき 鈴木敦子 南あみ                    | 岡田智宏 なかみつせいじ          | -        | P1グランプリ2000実行委員会                |
| 14 （2001年）  | 荒木太郎                | 羽生研司                 | 今岡信治          | 飯岡聖英          | 里見瑤子 佐々木麻由子 沢木まゆみ          | -        | -                        | 中川真緒 岩下由里香 麻田真夕                       | 川瀬陽太 なかみつせいじ          | -        | 小林悟                                    |
| 15 （2002年）  | 女池充                  | 樫原辰郎                 | 樫原辰郎          | 長谷川卓也        | 山咲小春 葉月螢 ゆき                      | -        | -                        | 若宮弥咲 佐々木日記 橘瑠璃 真咲紀子                | 竹本泰志 佐野和宏                | -        | 福岡オークラ劇場                          |
| 16 （2003年）  | 国沢実                  | 城定秀夫                 | 樫原辰郎 高原秀和 | 長谷川卓也        | 佐々木基子 酒井あずさ 橘瑠璃              | -        | -                        | まいまちこ 麻白 三上翔子 山口玲子                  | 本多菊次朗 白土勝功              | -        | 神田アカデミー劇場                        |
| 17 （2004年）  | いまおかしんじ          | 竹洞哲也                 | 吉行由実          | 飯岡聖英          | 林由美香 佐々木ユメカ                     | -        | -                        | 華沢レモン 蒼井そら 北川絵美 北川明花              | -                                | -        | -                                         |
| 18 （2005年）  | 竹洞哲也                | -                        | 小松公典          | 加藤キーチ        | 向夏 華沢レモン                           | -        | -                        | 夏目今日子 平沢里菜子 池田こずえ 矢藤あき          | 松浦祐也 牧村耕次 吉岡睦雄       | -        | 林由美香                                  |
| 19 （2006年）  | 池島ゆたか              | 田中康文                 | 小松公典          | 創優和            | 藍山みなみ 青山えりな 吉沢明歩            | -        | -                        | 日高ゆりあ 春咲いつか 青山えりな 星月まゆら        | 下元史朗 吉岡睦雄                | -        | 『女優・林由美香』                        |
| 20 （2007年）  | 加藤義一 いまおかしんじ | 福原彰                   | 城定秀夫          | 清水正二          | 平沢里菜子 薫桜子 佐々木麻由子            | -        | -                        | 結城リナ 大沢佑香 荒川美姫                         | 池島ゆたか 岡田智宏              | -        | 林田義行                                  |
| 21 （2008年）  | 池島ゆたか              | -                        | 後藤大輔          | 大場一魅          | 倖田李梨 日高ゆりあ                       | -        | -                        | 友田真希 Aya 亜紗美                                | なかみつせいじ 那波隆史          | -        | 池島ゆたか                                |
| 22 （2009年）  | 友松直之                | 小川隆史                 | 大河原ちさと      | 大場一魅          | 亜紗美 藍山みなみ                         | -        | -                        | かすみ果穂 真咲南朋                                | 野上正義 なかみつせいじ 野村貴浩 | -        | 上野オークラ劇場                          |
| 23 （2010年）  | 池島ゆたか              | -                        | 小松公典          | 大場一魅          | 佐々木麻由子 倖田李梨                     | -        | -                        | 早乙女ルイ 藤崎クロエ 横山美雪                     | なかみつせいじ 津田篤            | -        | 野上正義                                  |
| 24 （2011年）  | 後藤大輔                | -                        | 小松公典          | 飯岡聖英          | 倖田李梨 里見瑤子                         | -        | -                        | 管野しずか 桃井早苗                                | 那波隆史 なかみつせいじ          | -        | 深町章                                    |
| 25 （2012年）  | 池島ゆたか              | -                        | 後藤大輔 山崎浩治 | 上野オークラ劇場  | 周防ゆきこ 愛田奈々 大城かえで 大槻ひびき | -        | 山口真里 愛田奈々 羽月希 | -                                                  | 竹本泰志                         | -        | 上野オークラ劇場                          |
| 26 （2013年）  | 池島ゆたか              | -                        | 山崎浩治          | 飯岡聖英          | 大槻ひびき                                | 愛田奈々 | -                        | 星野ゆず 波多野結衣                                | なかみつせいじ                   | -        | 小川欽也 渡辺護                           |
| 27 （2014年）  | 竹洞哲也                | -                        | 小松公典          | 飯岡聖英          | 友田彩也香                                | 里見瑤子 | -                        | きみの歩美 めぐり                                  | 森羅万象                         | -        | -                                         |
| 28 （2015年）  | 山内大輔                | -                        | 山内大輔          | 土肥良成          | 朝倉ことみ                                | 涼川絢音 | -                        | 朝倉ことみ 古川いおり 涼川絢音                     | 川瀬陽太                         | -        | -                                         |
| 29 （2016年）  | 城定秀夫 竹洞哲也       | -                        | 当方ボーカル      | 土肥良成          | 朝倉ことみ                                | 和田光沙 | -                        | 桜木優希音 加藤絵莉                                | 川瀬陽太                         | -        | -                                         |
| 30 （2017年）  | 山内大輔                | -                        | 山内大輔          | 中村幸雄 土肥良成 | 涼川絢音                                  | 黒木歩   | -                        | 佐倉絆 戸田真琴                                    | 櫻井拓也                         | -        | 日活パール劇場                            |
| 31 （2018年）  | 山内大輔                | -                        | 山内大輔          | 土肥良成          | 川上奈々美                                | 佐倉絆   | -                        | 長谷川千紗 霧島さくら                              | 守屋文雄                         | -        | -                                         |

### ピンク映画ベストテン
表彰開催年は対象年の翌年。ファン投票によるベストテン賞と別枠で批評家による賞「桃熊賞」が設けられた。

| 作品（1位）         | 作品（1位）                              | 作品（1位） | 作品（1位） |
| 回（対象年度）      | タイトル（公開年）                       | 配給        | 監督        |
| ------------------- | ---------------------------------------- | ----------- | ----------- |
| 1（2019年）         | 悶絶劇場 あえぎの群れ（2019年）          | オーピー    | 谷口恒平    |
| 1（2019年・桃熊賞） | 濡れた愛情 ふしだらに暖めて（2019年）    | オーピー    | 高原秀和    |
| 2（2020年）         | よがりの森 火照った女たち（2020年）      | オーピー    | 小関裕次郎  |
| 2（2020年・桃熊賞） | 悶撫乱の女～ふしだらに濡れて～（2020年） | オーピー    | 高原秀和    |

| 個人 | 個人                 | 個人             | 個人               | 個人                 | 個人                 | 個人                 | 個人               | 個人                   | 個人               |
| 回   | 監督賞               | 脚本賞           | 技術賞             | 女優賞               | 女優賞               | 女優賞               | 男優賞             | 男優賞                 | 功労賞             |
| 回   | 監督賞               | 脚本賞           | 技術賞             | 主演                 | 助演                 | 新人                 | 主演               | 助演                   | 功労賞             |
| ---- | -------------------- | ---------------- | ------------------ | -------------------- | -------------------- | -------------------- | ------------------ | ---------------------- | ------------------ |
| 1    | 谷口恒平             | 深澤浩子         | 大場一魅           | 佐倉絆               | 並木塔子 きみと歩実  | あべみかこ           | 櫻井拓也           | 安藤ヒロキオ           | 関根和美           |
| 1    | 小栗はるひ（桃熊賞） | 古澤健（桃熊賞） | 金碩柱（桃熊賞）   | 小倉由菜（桃熊賞）   | 西田カリナ（桃熊賞） | 松本菜奈実（桃熊賞） | 関幸治（桃熊賞）   | ダーリン石川（桃熊賞） | 櫻井拓也（桃熊賞） |
| 2    | 石川欣               | 深澤浩子         | 創優和             | あべみかこ           | 並木塔子 加藤ツバキ  | 山岸逢花             | 可児正光           | 細川佳央               | 切通理作（特別賞） |
| 2    | 吉行由実（桃熊賞）   | 石川欣（桃熊賞） | 田宮健彦（桃熊賞） | あけみみう（桃熊賞） | 加藤ツバキ（桃熊賞） | 山岸逢花（桃熊賞）   | 森羅万象（桃熊賞） | 折笠慎也（桃熊賞）     | 有馬潜（桃熊賞）   |